# Óriás gulyajáró
Az óriás gulyajáró (Molothrus oryzivorus) a madarak osztályának verébalakúak (Passeriformes) rendjébe, azon belül a csirögefélék (Icteridae) családjába tartozó faj.

## Rendszerezése
A fajt Johann Friedrich Gmelin német természettudós írta le 1788-ban, a Oriolus nembe Oriolus oryzivorus  néven.

## Alfajai
- Molothrus oryzivorus impacificus (J. L. Peters, 1929) - Mexikótól délre egészen Panama nyugati részéig, a Közép-amerikai földhíd országaiban honos.
- Molothrus oryzivorus oryzivorus (Gmelin, 1788) - Panama középső részétől délre a dél-amerikai kontinensen a csendes-óceáni oldalon Peru és Bolívia északi részéig, az atlanti-óceáni oldalon Argentína északi részéig honos. Ezen kívül előfordul Trinidad és Tobago szigetein is. Mint ritka kóborlót észlelték már Barbados szigetén is.

## Előfordulása
Mexikótól, Közép-Amerikán keresztül, Dél-Amerika északi és középső részéig bonos. Természetes élőhelyei a szubtrópusi és trópusi síkvidéki esőerdők, valamint szántóföldek, legelők és ültetvények. Állandó, nem vonuló faj.

## Megjelenése
A hím testhossza 34 centiméter, testtömege 174–242 gramm, a tojóé 29 gramm és 144–167 gramm.
|  |

## Életmódja
Rovarokkal és más gerinctelenekkel táplálkozik, de magvakat is fogyaszt.

## Szaporodása
Mint a többi gulyajáró, ez a faj is költésparazita, azaz a tojásait idegen madárfaj fészkébe rakja.

## Természetvédelmi helyzete
Az elterjedési területe rendkívül nagy, egyedszáma viszont csökken, de még nem éri el a kritikus szintet. A Természetvédelmi Világszövetség Vörös listáján nem fenyegetett fajként szerepel.